# Král bílé stopy
Král bílé stopy je anketa o nejlepšího českého lyžaře, která je každoročně vyhlašována Svazem lyžařů České republiky (SLČR). Anketa se koná od roku 1973, s výjimkou let 1994–1999. Historicky prvním zvoleným vítězem se stal skokan na lyžích Rudolf Höhnl.
Od roku 2005 o celkovém vítězi ankety Král bílé stopy rozhoduje hlasování široké veřejnosti. Formou zaslané SMS zprávy si sportovní příznivci sami volí svého Krále. Na základě sportovních výsledků sezony je nominováno 20 nejlepších sportovců a právě jim lze SMS poslat hlas.
Kromě samotného Krále jsou vyhlašováni i nejlepší sportovci jednotlivých úseků SLČR – nejlepší běžec, akrobat, skokan, snowboardista, sjezdař a také nejlepší lyžař – junior a trenér. O těchto kategoriích rozhoduje odborná veřejnost složená ze zástupců sportovních klubů, novinářů a funkcionářů SLČR a volí písemnou formou.

## Přehled vítězů ankety Král bílé stopy
| Rok  | Jméno                               | Odvětví                       |
| ---- | ----------------------------------- | ----------------------------- |
| 1973 | Rudolf Höhnl                        | skoky na lyžích               |
| 1974 | Stanislav Henych                    | běh na lyžích                 |
| 1975 | Karel Kodejška                      | skoky na lyžích               |
| 1976 | Jaroslav Balcar                     | skoky na lyžích               |
| 1977 | Blanka Paulů                        | běh na lyžích                 |
| 1978 | Jiří Beran                          | běh na lyžích                 |
| 1979 | Dagmar Palečková                    | běh na lyžích                 |
| 1980 | Květa Jeriová                       | běh na lyžích                 |
| 1981 | Květa Jeriová                       | běh na lyžích                 |
| 1982 | Květa Jeriová                       | běh na lyžích                 |
| 1983 | Pavel Ploc                          | skoky na lyžích               |
| 1984 | Květa Jeriová                       | běh na lyžích                 |
| 1985 | Pavel Ploc                          | skoky na lyžích               |
| 1986 | Olga Charvátová                     | alpské lyžování               |
| 1987 | Jiří Parma                          | skoky na lyžích               |
| 1988 | Pavel Ploc                          | skoky na lyžích               |
| 1989 | Alžbeta Havrančíková                | běh na lyžích                 |
| 1990 | František Jež                       | skoky na lyžích               |
| 1991 | Luboš Buchta                        | běh na lyžích                 |
| 1992 | Jiří Parma Kateřina Neumannová      | skoky na lyžích běh na lyžích |
| 1993 | Jaroslav Sakala Kateřina Neumannová | skoky na lyžích běh na lyžích |

| Rok  | Jméno               | Odvětví                       |
| ---- | ------------------- | ----------------------------- |
| 2000 | Ladislav Rygl       | severská kombinace            |
| 2001 | Kateřina Neumannová | běh na lyžích                 |
| 2002 | Aleš Valenta        | akrobatické lyžování          |
| 2003 | Martin Koukal       | běh na lyžích                 |
| 2004 | Kateřina Neumannová | běh na lyžích                 |
| 2005 | Kateřina Neumannová | běh na lyžích                 |
| 2006 | Kateřina Neumannová | běh na lyžích                 |
| 2007 | Kateřina Neumannová | běh na lyžích                 |
| 2008 | Lukáš Bauer         | běh na lyžích                 |
| 2009 | Šárka Záhrobská     | alpské lyžování               |
| 2010 | Šárka Záhrobská     | alpské lyžování               |
| 2011 | Ondřej Bank         | alpské lyžování               |
| 2012 | Stanislav Řezáč     | běh na lyžích                 |
| 2013 | Jan Matura          | skoky na lyžích               |
| 2014 | Eva Samková         | snowboarding                  |
| 2015 | Šárka Strachová     | alpské lyžování               |
| 2016 | Ester Ledecká       | snowboarding, alpské lyžování |
| 2017 | Ester Ledecká       | snowboarding, alpské lyžování |
| 2018 | Ester Ledecká       | snowboarding, alpské lyžování |
| 2019 | Eva Samková         | snowboarding                  |
| 2020 | Ester Ledecká       | snowboarding, alpské lyžování |
| 2021 | Eva Samková         | snowboarding                  |
| 2022 | Ester Ledecká       | snowboarding, alpské lyžování |
| 2023 | Eva Adamczyková     | snowboarding                  |
| 2024 | Ester Ledecká       | snowboarding, alpské lyžování |
| 2025 | Ester Ledecká       | snowboarding, alpské lyžování |